# بلاکگوم (اکلاهما)
بلاکگوم(به انگلیسی: Blackgum) یک محدوده ثبت‌نشده در شهرستان سکویا ایالت اکلاهما کشور ایالات متحده آمریکا است که جمعیت آن در سرشماری سال ۲۰۱۰ میلادی، ۵۱ نفر بوده‌است.